# Oolde (wijnstreek)
Oolde is vanaf 12 november 2018 een beschermde oorsprongsbenaming (BOB) voor wijn geproduceerd in een afgebakend gebied in de gelijknamige buurtschap in de Nederlandse gemeente Lochem (provincie Gelderland). De bescherming van deze appellatie werd op 18 augustus 2016 aangevraagd  en de Europese Commissie heeft het besluit tot bescherming genomen op 7 november 2018 en vier dagen later gepubliceerd.
Het afgebakende gebied volgt de grenzen van buurtschap Oolde. In dit gebied was ten tijde van de aanvraag alleen Wijngoed Gelders Laren gelegen. Dit wijngoed verbouwt sinds 2006 wijn binnen het gebied, met sinds 2010 een uitbreiding naar een tweede hectare. De bodemsamenstelling van de BOB Oolde laat zich kenmerken door beekeerdgronden met een bovenlaag van rivierklei. Daarnaast bevat de bodem een relatief hoog gehalte van ijzeroxiden.
De toegestane druivenrassen zijn:
- voor witte wijn: Cabernet blanc, Solaris;
- voor rode wijn: Regent, Pinotin, Cabertin.